# Cassida atrata
Cassida atrata är en skalbaggsart som beskrevs av Fabricius 1787. Cassida atrata ingår i släktet Cassida, och familjen bladbaggar. Arten har ej påträffats i Sverige.